# Contea di Shouyang
La contea di Shouyang (寿阳县S, Shòuyáng XiànP) è una contea della Cina, situata nella provincia dello Shanxi e amministrata dalla prefettura di Jinzhong.